# Art Tatum
Art Tatum (Toledo, Ohio, 13 oktober 1909 – Los Angeles, California, 5 november 1956) was een Amerikaans jazzpianist die zich kenmerkte door zijn aanleg voor improvisatie en de sprongtechniek van zijn linkerhand.

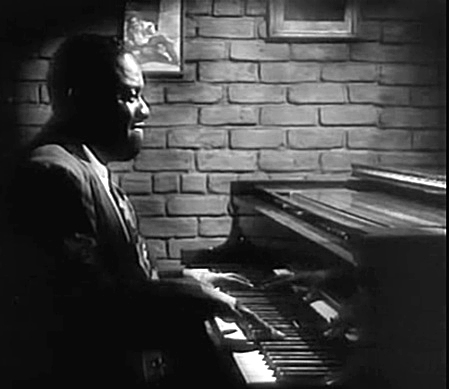
Art Tatum in 1947

Tatum leed bij zijn geboorte aan een oogkwaal, waardoor hij beperkt zicht had. Hij speelde vanaf zijn jeugd piano en speelde beroepsmatig in Ohio, voordat hij in 1932 naar New York verhuisde.
Tatum werd geïnspireerd door zijn tijdgenoten James P. Johnson en Fats Waller en had invloed op jazzpianisten zoals Thelonious Monk, Chick Corea en Oscar Peterson. Hij werd door zijn collega's gezien als de meest begaafde pianist van zijn tijd en volgens sommigen als een van de grootste pianisten in welk genre dan ook.
- Bibsys: 90767557
- Biblioteca Nacional de España: XX856134
- Bibliothèque nationale de France: cb139003019 (data)
- CiNii: DA09852418
- Gemeinsame Normdatei: 118642677
- International Standard Name Identifier: 0000 0001 0922 3866
- Library of Congress Control Number: n84005894
- Nationale Bibliotheek van Letland: 000068060
- MusicBrainz: e073f6af-d696-4340-b847-e81fabc4d55b
- National Archives and Records Administration: 10568636
- Nationale Bibliotheek van Tsjechië: ola2002157501
- Nationale bibliotheek van Australië: 35812553
- Nationale Bibliotheek van Israël: 987007399317505171
- Nationale Bibliotheek van Polen: a0000002281387
- Nederlandse Thesaurus van Auteursnamen: 072036540
- Réseau des bibliothèques de Suisse occidentale: 02-A003889216
- Istituto Centrale per il Catalogo Unico: LO1V173325
- SNAC: w6000hfv
- Système universitaire de documentation: 033130280
- Trove: 1098983
- Virtual International Authority File: 87694807
- WorldCat: E39PBJp69qvcy3JbGfqFpRWYyd